# Masaaki Higashiguchi
Masaaki Higashiguchi (Takatsuki, 12. svibnja 1986.) japanski je nogometaš.

## Klupska karijera
Igrao je za Albirex Niigata i Gamba Osaka.

## Reprezentativna karijera
Za japansku reprezentaciju igrao je od 2015. godine. Odigrao je 1 utakmice.
S japanskom reprezentacijom Masaaki Higashiguchi je igrao na Azijskom kupu 2015.

## Statistika
| Japan  | Japan | Japan |
| Godina | Nast. | Gol.  |
| ------ | ----- | ----- |
| 2015.  | 1     | 0     |
| Ukupno | 1     | 0     |

## Vanjske poveznice
- National Football Teams